# Tribunal Central Administrativo Norte
O Tribunal Central Administrativo Norte é um tribunal português de segunda instância da jurisdição administrativa, sediado no Porto, com competência para a apreciação de recursos das decisões dos tribunais administrativos e fiscais (primeira instância).

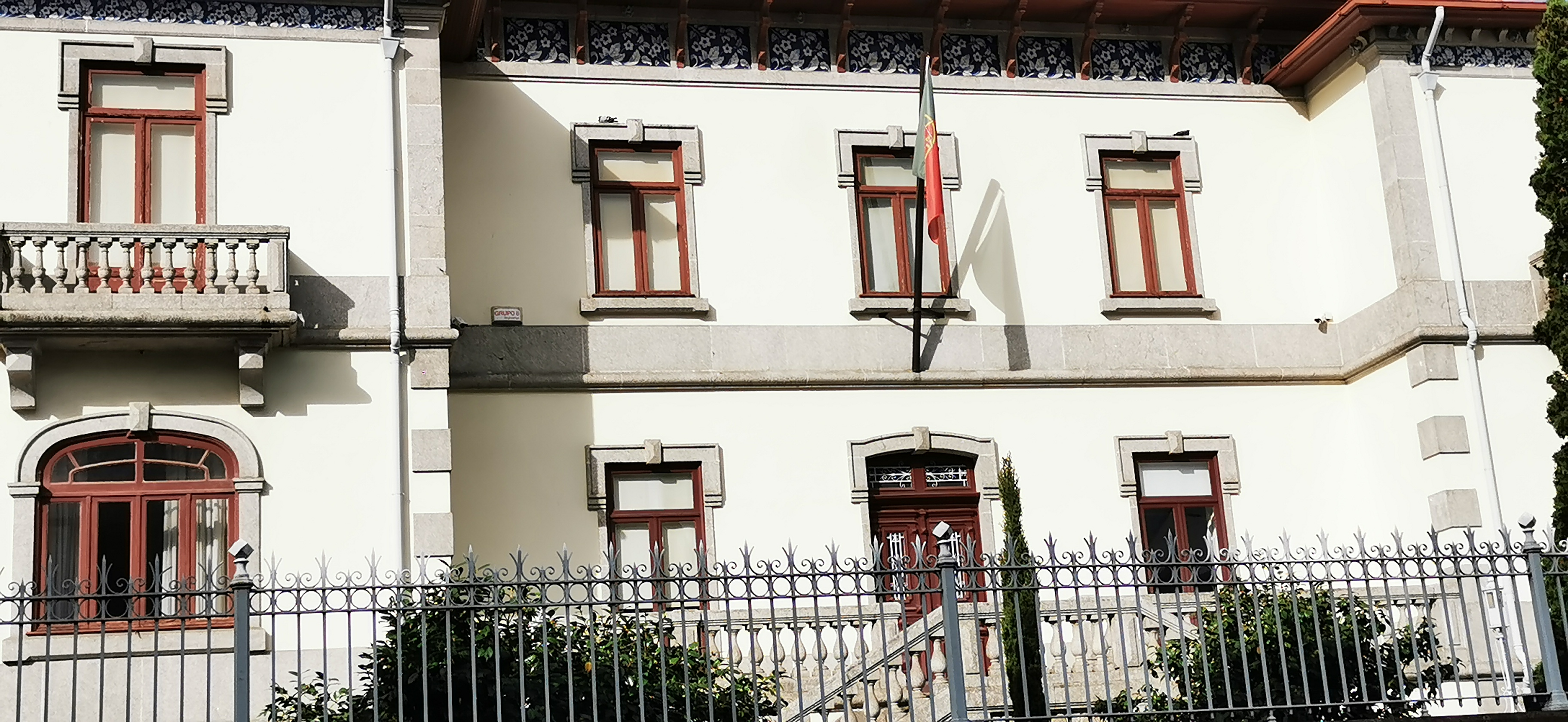
O edifício sede do Tribunal Central Administrativo Norte.

Este tribunal superior tem jurisdição territorial sobre os seguintes tribunais de primeira instância:
- Tribunal Administrativo e Fiscal de Aveiro
- Tribunal Administrativo e Fiscal de Braga
- Tribunal Administrativo e Fiscal de Coimbra
- Tribunal Administrativo e Fiscal de Mirandela
- Tribunal Administrativo e Fiscal de Penafiel
- Tribunal Administrativo e Fiscal do Porto
- Tribunal Administrativo e Fiscal de Viseu